# Alms House
Alms House – drugi album studyjny Capletona, jamajskiego wykonawcy muzyki reggae i dancehall.
Płyta została wydana w 1993 roku wspólnym nakładem londyńskiej wytwórni Greensleeves Records (w Europie) oraz waszyngtońskiej wytwórni RAS Records (w USA). Nagrania zostały zarejestrowane w Music Works Studio w Kingston. Ich produkcją zajął się Phillip "Fatis" Burrell.
W roku 2001 nakładem Greensleeves ukazała się reedycja albumu.

## Lista utworów
1. "Alms House"
2. "Matie Career"
3. "G.C.T."
4. "Hole Good"
5. "Make Hay"
6. "Mate A Dead"
7. "Them A Go Run"
8. "Falling in Love" feat. Singing Apache
9. "Unnu No Hear"
10. "God Good"
11. "Alms House (remix)"

## Twórcy

### Muzycy
- Capleton – wokal
- Singing Apache – wokal (gościnnie)
- Steven "Cat" Coore – gitara
- Donald "Bassie" Dennis – gitara basowa, instrumenty klawiszowe
- Sly Dunbar – perkusja
- Robert Lyn – instrumenty klawiszowe

### Personel
- Paul Weller – inżynier dźwięku
- Sylvester "Syl" Gordon – inżynier dźwięku, miks
- Tony McDermott – projekt okładki